# 43. območno poveljstvo Slovenske vojske Koper
43. območno poveljstvo Slovenske vojske Koper (kratica 43. OPSV, 43. OPSV Koper) je bivše poveljstvo SV v sestavi 4. pokrajinskega poveljstva Slovenske vojske.
Poveljstvo je obsegalo občine: Koper, Izola in Piran.

## Organizacija
1997
- poveljstvo
- vojašnica Kolomban
- 430. mornariški divizion Slovenske vojske